# 樫の森の道
『樫の森の道』（かしのもりのみち、蘭: Een weg door een eikenbos、英: A Road through an Oak Wood）は、17世紀のオランダ絵画黄金時代の画家ヤーコプ・ファン・ロイスダールがキャンバス上に油彩で制作した絵画である。かつてはロイスダール以外の画家の手になるのではないかと推論されたことがあるが、1960年代半ばの洗浄によって画面右下に「Ruysdael」という画家の署名が発見され、帰属問題は解消された。制作年は不詳である。作品は1980年以来、東京の国立西洋美術館に所蔵されている。

## 作品

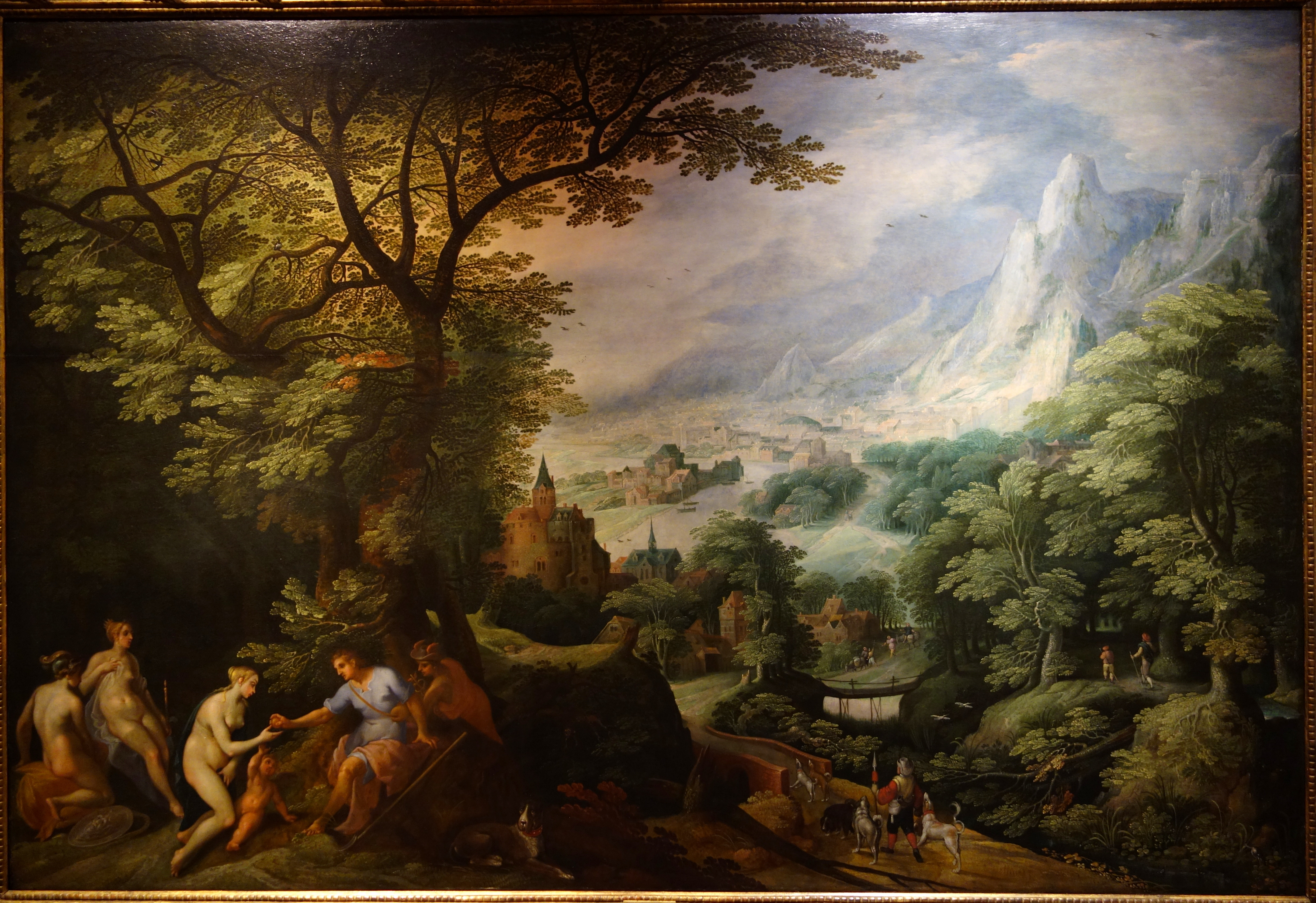
ヒリス・ファン・コーニンクスロー 『「パリスの審判」が表された山岳の風景』 (16世紀末-17世紀初頭)、国立西洋美術館、東京

森の内部の光景を油彩画で本格的に扱ったのはフランドルのヤン・ブリューゲル (父)やヒリス・ファン・コーニンクスローであり、彼らが17世紀オランダの画家たちの風景画の成立に果たした役割は特筆すべきことである。ロイスダールが本作のような風景画を描くようになったのは1650年を過ぎたころからであるが、彼もおそらくコーニンクスローらの風景画から多くを学んだと考えられる。
本作は、前景に立つ枯れた樹木を中心に右奥へと続く薄暗い林道を描いている。ところどころ陽光が差し込むその林道には轍の跡が幾重にも残され、途中に2人の人物の姿も見える。また、左側手前の野原には焚火をする3人の男性がおり、その遠景には小さく風車が見える。
なお、本作は1848年までロンドンのベアリング (Baring) ・コレクションに所蔵されていたことが確認されているが、そのコレクション・カタログの補遺版によれば、『橋を渡る男と女』という対作品も存在していた。この対作品の現在の所在は不明である。